# Estatua de Curro Romero

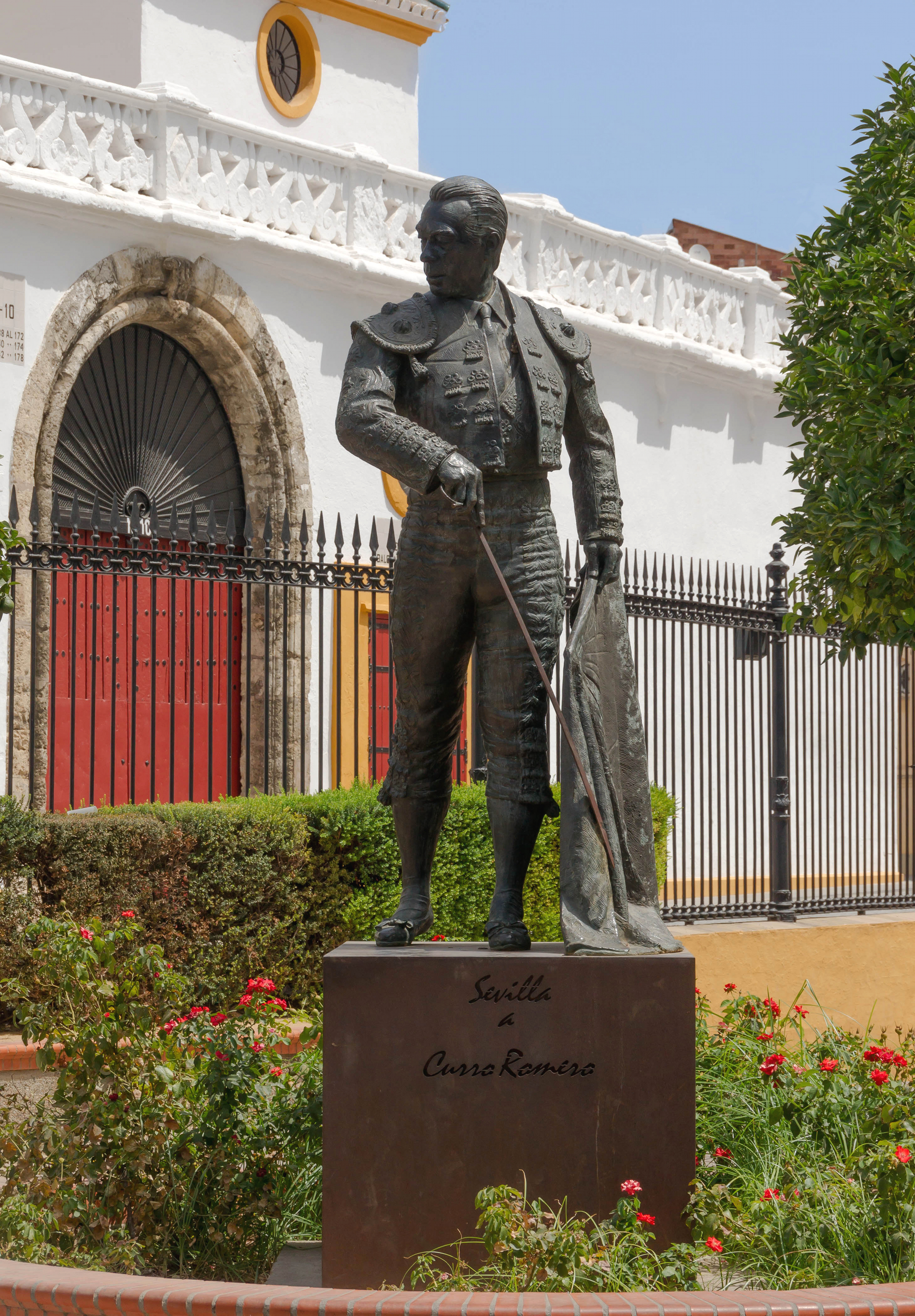
Estatua de Curro Romero junto a la plaza de toros de Sevilla.

La estatua de Curro Romero es un monumento urbano dedicado al torero sevillano Curro Romero (nacido en el municipio de Camas en 1933), realizado por Sebastián Santos Calero en 2001, y está situado junto a la plaza de toros de Sevilla. 
El monumento está realizado en bronce, y representa al torero vestido de luces, en un desplante que realizó ante el toro Flautino, de la ganadería de Gabriel de Rojas en la Feria de Abril del año 1984. Está ubicado junto a la Real Maestranza de Sevilla, en una glorieta que llevará su nombre, sembrada de romero. A su inauguración asistieron importantes personajes de la vida política, social y cultural del país, como Mariano Rajoy, Javier Arenas, la duquesa de Alba, Baltasar Garzón, Juanito Valderrama, Los del Río, Pastora Soler, los Litri: Miguel padre y Miguel hijo, Julio Aparicio Martínez y Julio Aparicio Díaz, entre otros muchos.